# Kanton Laroque-Timbaut
Der Kanton Laroque-Timbaut war bis 2015 ein französischer Wahlkreis im Arrondissement Agen, im Département Lot-et-Garonne und in der Region Aquitanien; sein Hauptort war Laroque-Timbaut, Vertreter im Generalrat des Départements war zuletzt von 1998 bis 2015, wiedergewählt 2004, François Jalet. 
Der Kanton war 95,24 km² groß und hatte 4541 Einwohner (Stand: 2012).
Er umfasste Wahlberechtigte aus folgenden acht Gemeinden:
| Gemeinde               | Einwohner Jahr | Fläche km² | Bevölkerungsdichte | Postleitzahl | Code INSEE |
| ---------------------- | -------------- | ---------- | ------------------ | ------------ | ---------- |
| Cassignas              | 118 (2013)     | –          | – Einw./km²        | 47340        | 47050      |
| Castella               | 348 (2013)     | –          | – Einw./km²        | 47340        | 47053      |
| La Croix-Blanche       | 889 (2013)     | –          | – Einw./km²        | 47340        | 47075      |
| Laroque-Timbaut        | 1591 (2013)    | –          | – Einw./km²        | 47340        | 47138      |
| Monbalen               | 416 (2013)     | –          | – Einw./km²        | 47340        | 47171      |
| Saint-Robert           | 186 (2013)     | –          | – Einw./km²        | 47340        | 47273      |
| Sauvagnas              | 503 (2013)     | –          | – Einw./km²        | 47340        | 47288      |
| La Sauvetat-de-Savères | 569 (2013)     | –          | – Einw./km²        | 47340        | 47289      |